# Alastair Mackenzie
Pour les articles homonymes, voir Mackenzie.
Alastair Mackenzie (né le 8 février 1970 à Trinafour, Perth and Kinross, en Écosse) est un acteur de télévision britannique.

## Filmographie

### Télévision
- 1994 : Le Château du petit dragon : John McGowan
- 1994 : Les Règles de l'art (en) (Lovejoy) – Day of Reckoning (série télévisée) : Freddy
- 2004 : Hercule Poirot - Mort sur le Nil (série télévisée) : Ferguson
- 2006 : Les Pêcheurs de coquillages de Piers Haggard (téléfilm) : Richard
- 2009 : Les Enquêtes de Murdoch – Snakes and Ladders (série télévisée) : Inspecteur Edward Scanlon
- 2009 : Mentalist - Russet Potatoes (série télévisée) : Docteur Royston Daniel
- 2010 : Inspecteur Lewis – Your Sudden Death Question (série télévisée) : Sebastian Anderson
- 2011 : Moving On - Donor (série télévisée) : Mick
- 2013 : Borgen, une femme au pouvoir (série télévisée) : Jeremy Welsh (8 épisodes)
- 2013 : Miss Marple : Le major parlait trop (téléfilm) : Colonel Edward Hillingdon
- 2013 : Un amour de pâtisserie (The Sweeter Side of Life) (téléfilm) : Benny Christophe
- 2022-2025 : Andor : Perrin Fertha

### Cinéma
- 1995 : Bouche à bouche (Boca a boca) de Manuel Gómez Pereira : Oswaldo
- 2011 : Chéri, j'ai agrandi le chien (Monster Mutt) de Todd Tucker : Monty
- 2011 : Perfect Sense : Virologue
- 2016 : 93 jours : Docteur David Brett-Major
- 2018 : Outlaw King : Le Roi hors-la-loi (Outlaw King) de David Mackenzie : Lord Atholl
- 2018 : Peterloo de Mike Leigh : John Byng (1er comte de Strafford)